# IC 1574
IC 1574 (również PGC 2578) – karłowata galaktyka nieregularna znajdująca się w konstelacji Wieloryba. Została odkryta 3 listopada 1898 roku przez D. Stewarta. Należy do Grupy galaktyk w Rzeźbiarzu.